# EuroAirport Basel-Mulhouse-Freiburg
EuroAirport Bazel-Mulhouse-Freiburg (IATA: BSL, MLH, EAP, ICAO: LFSB) is een internationale luchthaven bij Bazel, Mulhouse en Freiburg. De luchthaven ligt in Frankrijk, op de administratieve grond van de gemeente Saint-Louis vlak bij de Zwitserse en Duitse grens. In 2018 werd de luchthaven door 8,5 miljoen passagiers gebruikt.

## Internationale status
Bazel-Mulhouse-Freiburg is een van de weinige luchthavens in de wereld die van twee landen is: Frankrijk en Zwitserland. Opmerkelijk is, dat de luchthaven geheel op Frans grondgebied ligt, maar na een verdrag in 1946 deels van Zwitserland is geworden.
Het luchthavengebouw zelf is gesplitst in twee afzonderlijke secties: een Franse en Zwitserse dienst. Er is een douane-punt in het midden van de terminal, zodat mensen de grens over kunnen. De pieren, die toegang bieden tot de vliegtuigen, liggen in een gezamenlijke internationale zone.
Vanwege haar internationale status, heeft EuroAirport drie IATA codes: BSL (Bazel) is de Zwitserse code, MLH (Mulhouse) is de Franse code en EAP (EuroAirport) is de internationale code. De ICAO-code is LFSB.

## Geschiedenis
De plannen voor de bouw van een gezamenlijke Zwitsers-Franse luchthaven begon in de jaren 1930, maar werden vertraagd door het uitbreken van de Tweede Wereldoorlog.
In 1946 werden de besprekingen weer geopend en werd overeengekomen dat een luchthaven zou worden gebouwd op het grondgebied van Blotzheim, 4 km ten noorden van de stad. De bouw begon op 8 maart 1946 en een voorlopige luchthaven met een 1200 meter baan werd officieel geopend op 8 mei in hetzelfde jaar.
Tussen najaar 1951 en voorjaar 1953, werd de oost-westbaan verlengd tot 1600 meter en de "Zollfreistrasse" (douanevrije weg) werd de toegang van Bazel naar de vertrekterminal, zonder dat men langs de Franse grenscontroles hoefde te gaan.
Het eerste uitbreidingsproject werd goedgekeurd door een referendum in Bazel in 1960. In de komende decennia werden de terminals en landingsbanen voortdurend uitgebreid. De noord-zuidbaan bereikte 3900 meter in 1972. Rond 1980 werd een aantal van 1 miljoen passagiers per jaar bereikt.
In 1987, werd de officiële naam veranderd in "Euro-Airport Bazel-Mulhouse-Freiburg". In 1992, werd het aantal van 2 miljoen passagiers bereikt en in 1998 3 miljoen. Het besluit werd genomen om de terminals te vergroten met een Y-vormige pier. De eerste fase werd voltooid in 2002, de tweede fase in 2005.
De luchtvaartmaatschappij Crossair was gestationeerd op Bazel en was de grootste luchtvaartmaatschappij. Na het faillissement van Swissair in 2001 en de transformatie van Crossair in Swiss International Air Lines, daalde het aantal vluchten van Bazel en de nieuwe terminal was aanvankelijk onderbenut. In 2004 heeft de low cost carrier easyJet een basis op Bazel geopend en de passagiersaantallen stegen weer, tot 4 miljoen in 2006.